# Crimisus infuscatus
Crimisus infuscatus är en insektsart som först beskrevs av Bruner, L. 1910.  Crimisus infuscatus ingår i släktet Crimisus och familjen torngräshoppor. Inga underarter finns listade i Catalogue of Life.